# Гарольд Блум
Гарольд Блум (англ. Harold Bloom; нар. 11 липня 1930, Бронкс, Нью-Йорк, США — 14 жовтня 2019) — американський літературний критик та культуролог, професор Єльського університету. Блум став відомою публічною фігурою, виступивши як коментатор у дискусіях стосовного західного літературного канону в 1990-х роках.

## Біографія
Гарольд Блум народився 11 липня 1930 року в Нью-Йорку п'ятою і наймолодшою дитиною в родині ортодоксальних євреїв. Батько Блума народився в Одесі, а мати — неподалік від Брест-Литовська. Рідними мовами Гарольда Блума були їдиш та гебрейська, а англійську він опанував в шість років. Навчався в Корнельському університеті, а також рік провів у Кембриджському університеті. Захистив дисертацію в Єльському університеті, у якому викладав, починаючи від 1955 року. В 1988–2004 рр. викладав також в Нью-Йоркському університеті.

## Наукова робота та погляди
Гарольд Блум відомий як автор концепції страху впливу, згідно з якою письменники у своїх пошуках оригінальності намагаються позбавитися від впливу та зразків своїх попередників. У дискусіях стосовного західного літературного канону Блум виступив саме як прихильник канону і в своїй книзі «Західний канон: книги на тлі епох» навів список авторів та творів, які складають основу цього канону. У центрі Західного канону, на думку Блума, знаходиться творчість Шекспіра. Блум критикував модні в 1960–1990 роках такі інтелектуальні напрямки, як марксизм, фемінізм, семіотика, постмодернізм, деконструктивізм та новий історицизм, аргументуючи, що вони привносили забагато політики в літературозавство.

## Нагороди
- Стипендія МакАртура, 1985
- Стипендія Гуггенгайма
- Член Американської академії мистецтв та літератури

## Книги
- Shelley's Mythmaking. Yale University Press, New Haven 1959.
- The Visionary Company. A Reading of English Romantic Poetry. University Press, Ithaca, N.Y. 1993, ISBN 0-8014-9117-7 (EA New York 1961).
- Blake's Apocalypse. A Study in Poetic Argument. University Press, New York 1970, ISBN 0-8014-0568-8 (EA New York 1963).
- Yeats. Oxford University Press, London 1972, ISBN 0-19-501603-3 (EA NEw York 1970).
- The Ringers in the Tower. Studies in Romantic Tradition. 2. Aufl. University of Chicago Press, Chicago 1973, ISBN 0-226-06048-9 (EA Chicago 1971).
- The Anxiety of Influence. A Theory of Poetry. Oxford University Press, New York 1997, ISBN 0-19-511221-0 (EA New York 1973).
- A Map of Misreading. Oxford University Press, Oxford 2003, ISBN 0-19-516221-8 (EA New York 1975)
- Kabbalah and Criticism. Continuum Books, London 2005, ISBN 0-8264-1737-X (EA New York 1975).
- Poetry and Repression. Revisionism from Blake to Stevens. Yale University Press, New Haven 1976, ISBN 0-300-01923-8.
- Figures of Capable Imagination. Seabury Press, New York 1976, ISBN 0-8164-9277-8.
- The Flight to Lucifer. A Gnostic Fantasy. Farrar, Straus, Giroux, New York 1979, ISBN 0-374-15644-1 (Roman).
- Wallace Stevens. The Poems of our Climate. Cornell University Press, Ithaca 1993, ISBN 0-8014-0840-7 (EA Ithaca 1977).
- Deconstruction and Criticism. Continuum Books, London 1995, ISBN 0-8264-0010-8 (together with Paul de Man, Jacques Derrida, Geoffrey H. Hartman, J. Hillis Miller; EA New York 1979).
- The Breaking of the Vessels. University of Chicago Press, Chicago 1982, ISBN 0-226-06043-8.
- The Book of J. Grove Weidenfeld, New York 1990, ISBN 0-8021-1050-9 (previous title: The Book of Job. New York 1988).
- Ruin the Sacred Truths. Poetry and Belief from the Bible to the Present. Harvard University Press, Cambridge 1991, ISBN 0-674-78027-2 (EA Cambridge 1989).
- The American Religion. The Emergence of the Post-Christian Nation. C. Hartley Publ., New York 2006, ISBN 978-0-97872-100-8 (EA New York 1992).
- Agon. Towards a Theory of Revisionism. Oxford University Press, Oxford 1983, ISBN 0-19-502945-3 (EA New York 1982).
- The Western Canon. The Books and School of the Ages. Macmillan, London 2006, ISBN 0-333-69915-7 (EA New York 1994).
- Omens of Millennium. The Gnosis of Angels, Dreams, and Resurrection. Riverhead Books, New York 1996. ISBN 1-57322-045-0.
- William Shakespeare: The Invention of the Human. Riverhead Books, New York 1998, ISBN 157322-120-1.
- How to Read and Why. Scribner, New York 2000, ISBN 0-6848-5906-8.
- Genius. A Mosaic of One Hundred Exemplary Creative Minds. Warner Books, New York 2002, ISBN 0-446-52717-3.
- Hamlet: Poem Unlimited. Riverhead Books, New York 2003, ISBN 1-573-22233-X.
- Where Shall Wisdom Be Found? Riverhead Books, New York 2004, ISBN 1-57322284-4.
- An Anatomy of Influence. Literature as a Way of Life. Yale University Press, New Haven, Conn. 2011, ISBN 978-0-300-16760-3.

## Український переклад
- Гарольд Блум. Західний канон. Книги на тлі епох; пер. з англійської Ростислав Семків (заг. ред.), Ольга Радомська, Ольга Карпенко, Дарина Купко, Світлана Кирилова — Київ: Факт, 2007. — 720 ст.[11]
- Гарольд Блум. Західний канон. Книги та вчення століть. Переклад з англійської: Олег Буйвол. — Харків: Фоліо, 2024. — 544 с. — ISBN 978-617-551-813-7.